# Pajomblangan
Pajomblangan is een bestuurslaag in het regentschap Pekalongan van de provincie Midden-Java, Indonesië. Pajomblangan telt 2574 inwoners (volkstelling 2010).